# Stearns (bilmärke)
Stearns var ett amerikanskt bilmärke som tillverkades av F. B. Stearns Company i Cleveland, Ohio mellan 1898 och 1929. Bilarna benämndes Stearns-Knight från 1912, när man började använda slidmotorer efter Charles Knights patent.

## Bildgalleri

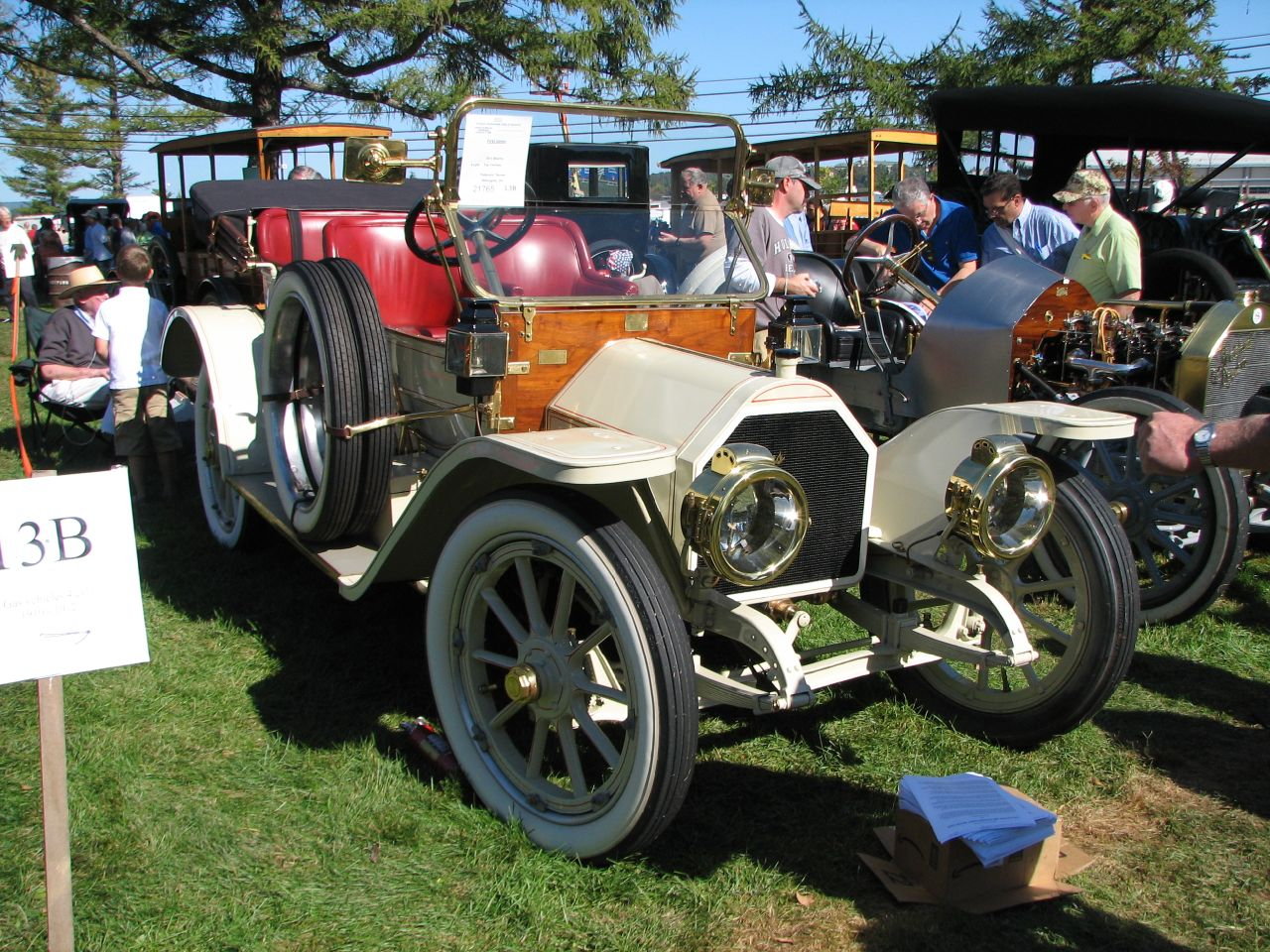
Stearns 1911.
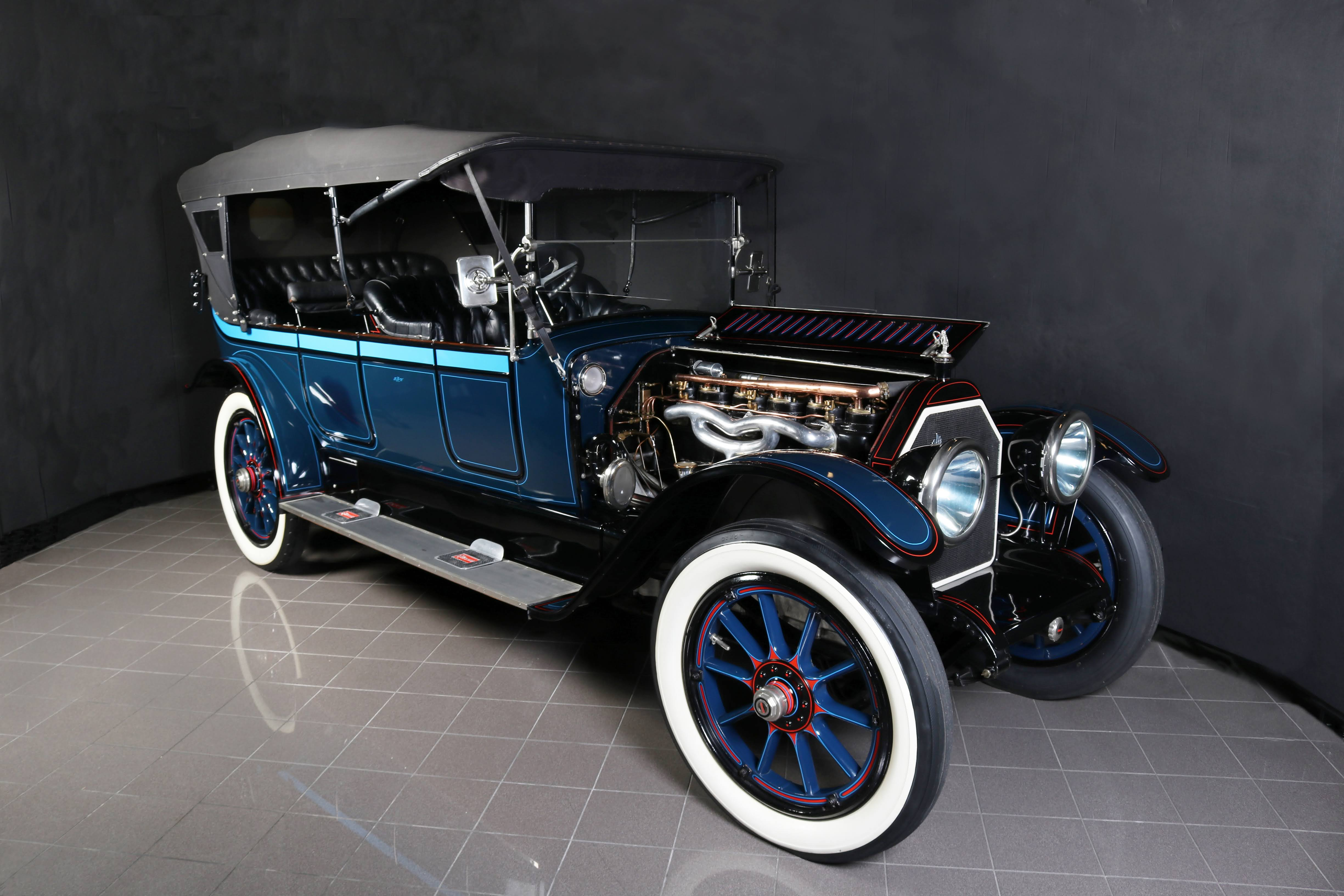
Stearns-Knight 1913.
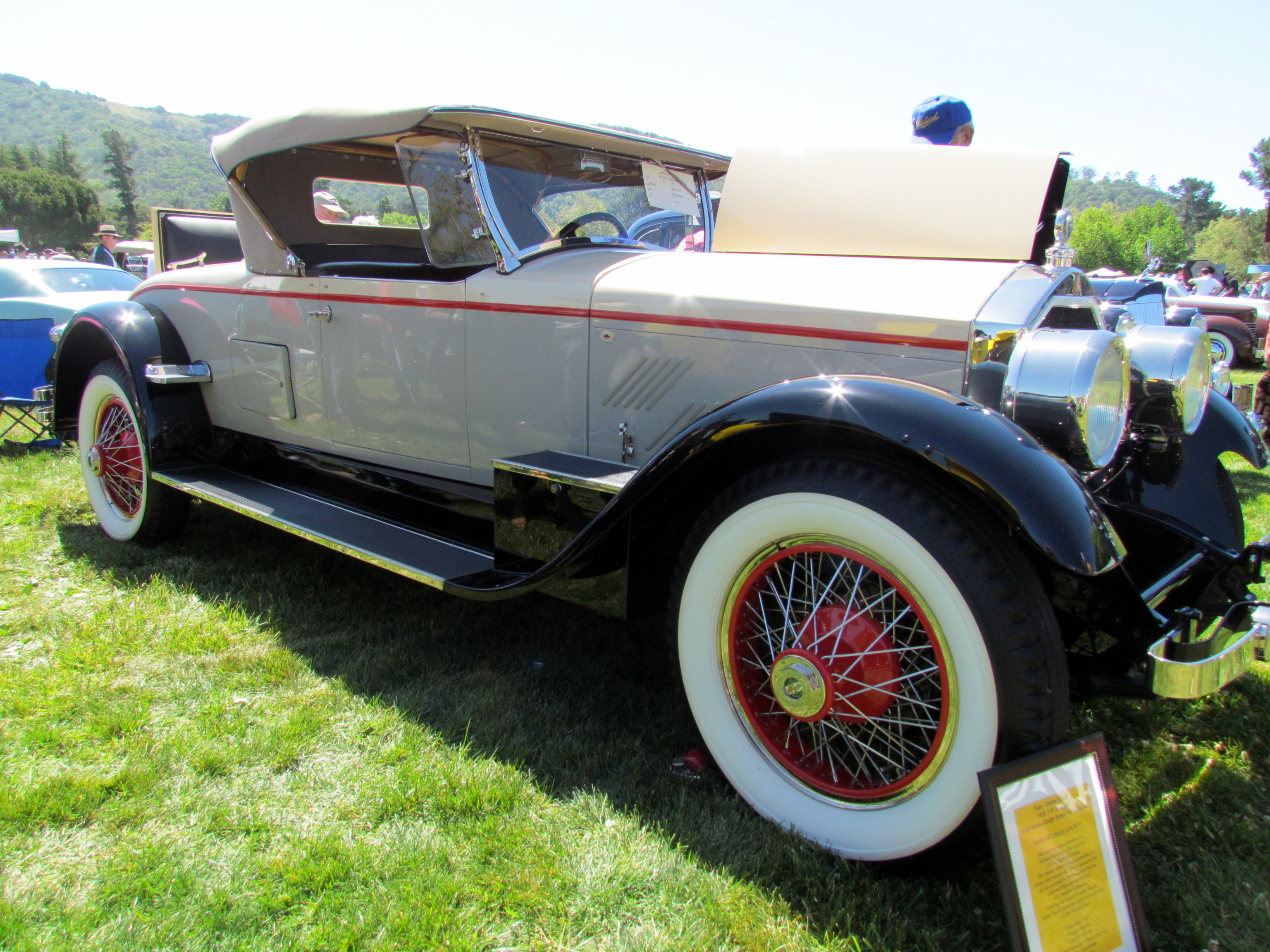
Stearns-Knight 1928.